# ليديبوريت

منحنى أطوار الحديد والكربون, ويتبين فيه منطقة سبيكة ليديبوريت.

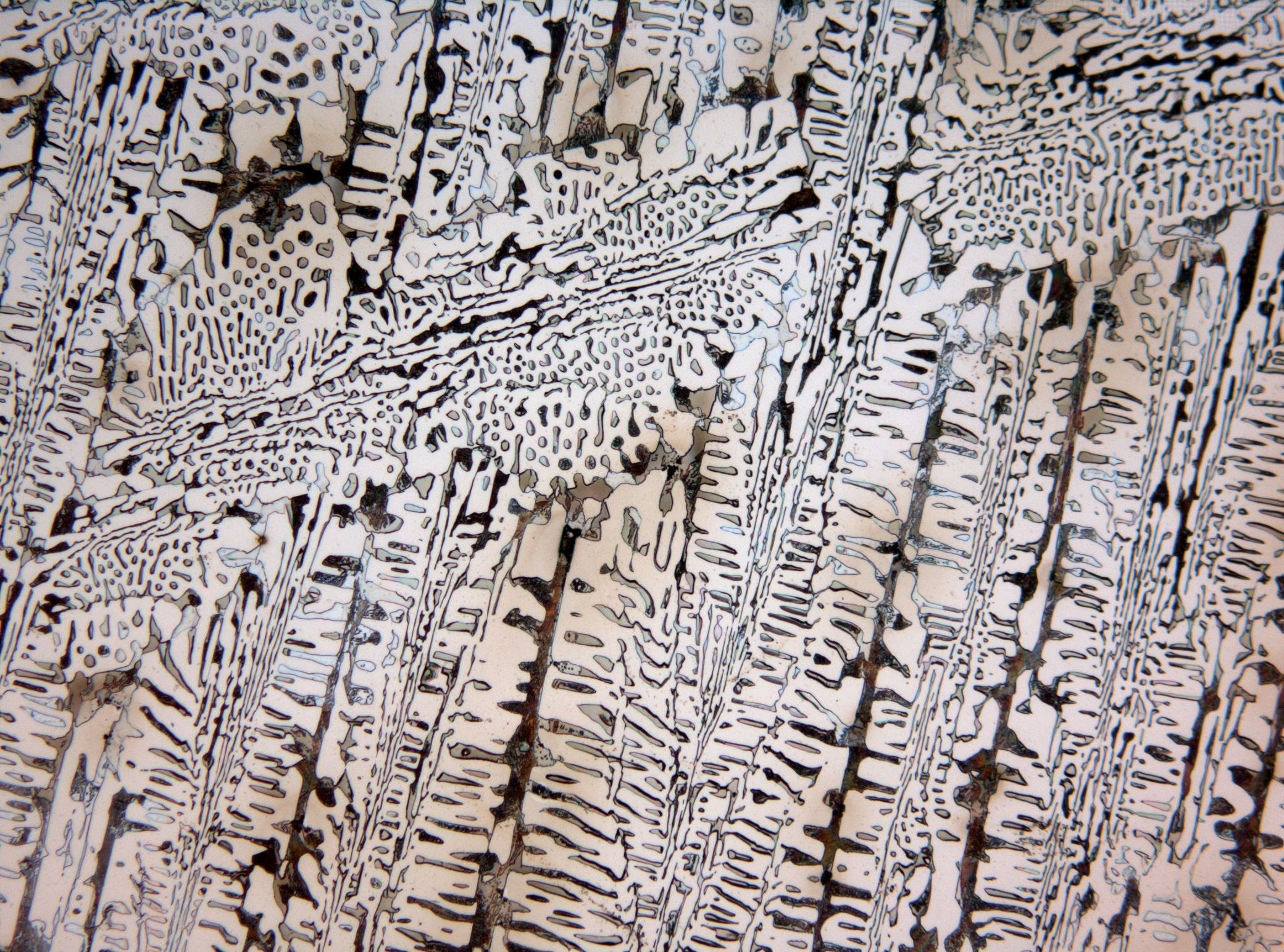
Ledeburite II

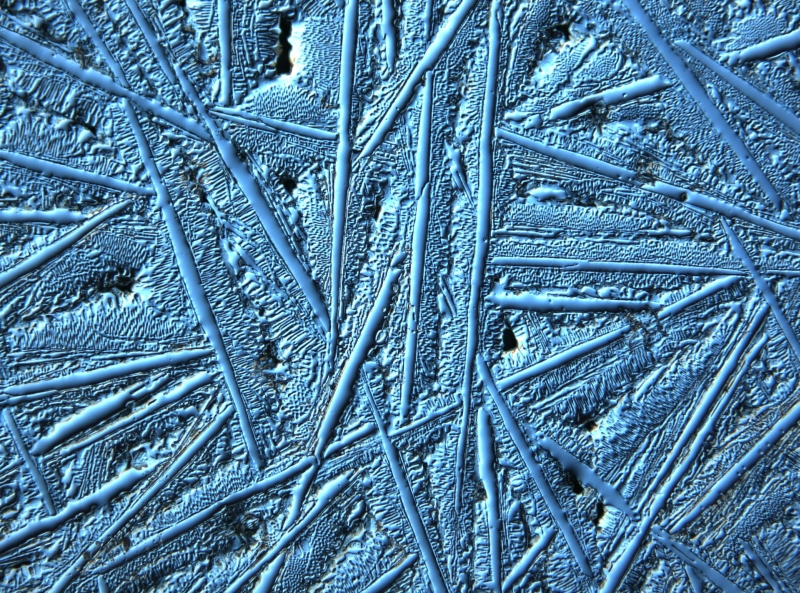

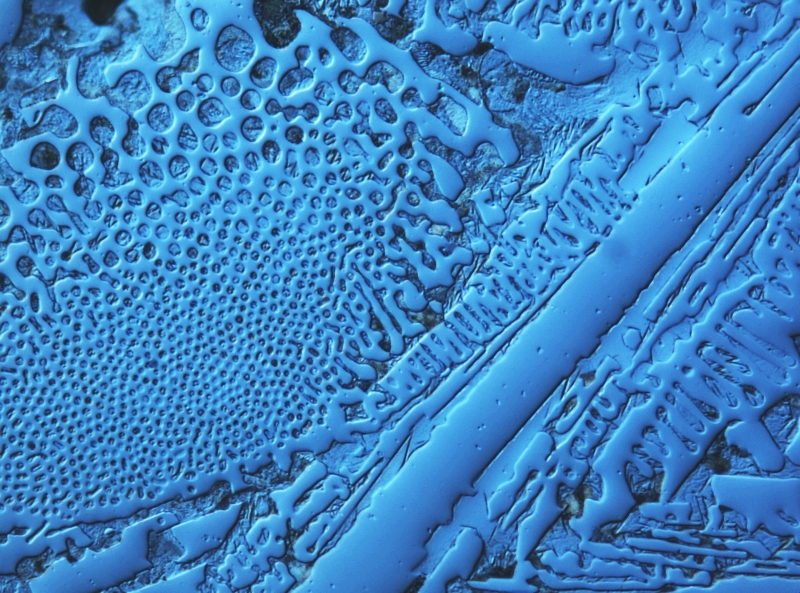

ليديبوريت  (بالإنجليزية: Ledeburite ) هو نوع من سبائك الحديد والكربون الأصهرية (نظام يوتيكي) . سمي باسم مكتشفه الألماني أدولف ليدبور (1837–1906).
تشأ سبيكة ليدبوريت عندما تكون نسبة الكربون بين 06و2 % - 67و6 % (وهذا هو الخط ECF في مخطط الحديد والكربون). وتبلغ نسبة الكربون في المزيج اليوتيكي 3و4% وتبلغ نقطة انصهاره 1147 °C (نقطة يوتيكية C). عند ذلك التركيز للكربون في الحديد يوجد طور (سبيكة) ليديبوريت بنسبة 100%.
عند زيادة نسبة الكربون في الحديد إلى أكثر من 67و6 % يتحول الليديبوريت إلى حديد سمنتيت.وإذا جعلنا نسبة الكربون تحت 2% ينشأ حديد البرليت.
لا يعتبر ليديبوريت أحد أطوار الحديد وإننا هو خليط من طوري أوستنيت وسمنتيت. ومنه صنفان : ليديبوريت  I و ليديبوريت II .
وبينما يكوّن ليدوبيريت I (تحت درجة حرارة 1147 مئوية ) بنية من الأوستينيت والسمنتيت، فاليديبوريت II يتكون من السمنتيت عند درجة حرارة الغرفة مع بعض من الأوستنيت الذي يتبلور أثناء خفض درجة الحرارة إلى درجة حرارة الغرفة . وعد إجراء التبريد ببطء بحيث يستغرق زمنا طويلا فإن سبيكة الحديد تكون مخلوطة ببرليت.
يتكون البرليت خلال تحلل يوتيكي للأوستينيت من الليديبوريت I عند 723 °C (أنظر الشكل). وإذا تمت عملية التبريد سريعا فيمكن تكوّن باينيت بدلا من البرليت وبالتالي إذا كانت سرعة التبريد أشد سرعة يتكون المارتنزيت.
{\displaystyle Ledeburit\ I\ \,\qquad :\qquad Austenit+Fe_{3}C}
{\displaystyle Ledeburit\ II\qquad :\qquad Perlit+Fe_{3}C}

## اقرأ أيضا
- مخطط الحديد والكربون
- نظام أصهري
- سمنتيت
- أوستنيت
- برليت
- مخطط أطوار

## وصلات خارجية
- Names and Steel